# Wada Takumi
Takumi Wada (sinh ngày 20 tháng 10 năm 1981) là một cầu thủ bóng đá người Nhật Bản.

## Sự nghiệp câu lạc bộ
Takumi Wada đã từng chơi cho Shimizu S-Pulse, Yokohama FC, Tokyo Verdy, JEF United Chiba và Avispa Fukuoka.